# Fortaleza (tiểu vùng)
Fortaleza là một tiểu vùng thuộc bang Ceará, Brasil. Tiều vùng này có diện tích 3346 km², dân số năm 2007 là 2843304 người.